# Димитар Тапков
Димитар Тапков (12 липня 1929, Софія, Болгарія — 7 травня 2011, Софія, Болгарія) — болгарський композитор, музичний педагог.

## Життєпис
Народився в 1929 в сім'ї вчителя Кирила Тапкова. Брат Васильки Тапкової-Заімової.
Закінчив французький коледж, що дало йому можливість ще в ранньому віці познайомитися з французькою музичною культурою.
У 1949 вступив на теоретичний факультет Державної музичної академії. Перші серйозні композиційні спроби Тапкова датуються цим часом. Одночасно він диригує аматорськими хорами. Закінчив до 1956 композиторський клас маестро Марина Големінова.
У 1953–1954 — секретар молодіжної секції Спілки болгарських композиторів.
Закінчивши навчання в 1956, обіймав керівну посаду в музичному відділі Радіо Софія.
Свою академічну кар'єру розпочав у 1961 викладачем інструментальних робіт та оркестровки. У 1962–1965 — організаційний секретар СБК.
У 1967 призначений директором Софійської національної опери.
З 1974 викладає композицію, а з 1976 — професор композиції в консерваторії, де в період 1979–1982 обіймав посаду ректора.

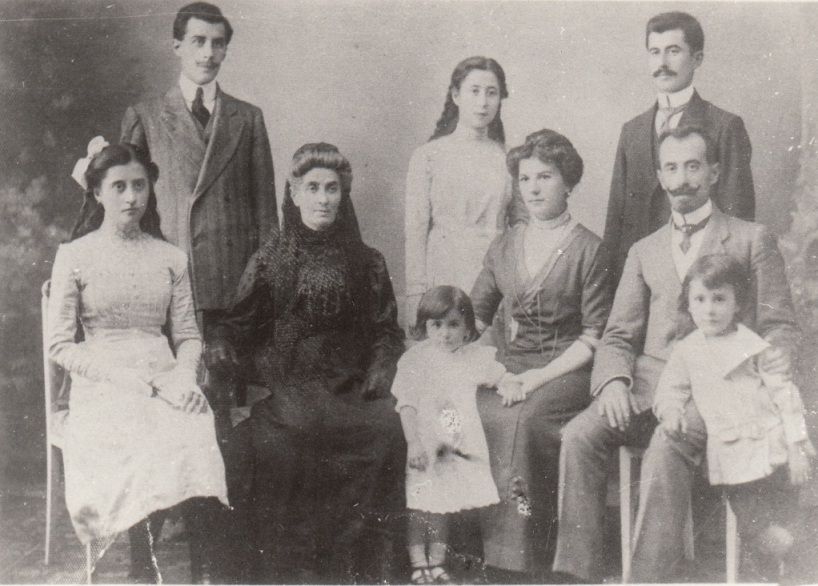
Тапкови у Салоніках 1911.
Стоять: Благой, Глорія, Кирило; Сидять: Христина, Василька, Ольга з Алічкою, Драган з Димитаром

У 1995 після пропозиції про відставку Димитар Тапков залишив академію та прийняв пропозицію Шуменського університету, ставши професором і завідувачем кафедри теорії та історії музики.
З 1998 Тапков — професор Академії музики і танцю в Пловдиві, де викладав композицію, оркестровку, інструментування та музичний аналіз, а також сучасні композиційні системи (з 2000 року). Серед студентів Тапкова були Александер Кандов, Андрей Діамандієв, Григор Палікаров, Еміль Мірчев, Еміль Ханджиєв, Мілен Панайотов, Румен Бальозов, Ясен Воденічаров.
З 1997 Тапков є директором фестивалю «Софійські музичні тижні».
У ранні творчі роки Тапков працював у галузі камерної музики. Пізніше звернувся до симфонічної музики, в якій підкреслювались інтонаційні особливості болгарської народної музики. Серед найвідоміших його творів — «Концерт для флейти з оркестром», увертюра «Повість про Беласицю» (за мотивами повісті з книги Миколи Райнова «Видіння стародавньої Болгарії»), «Сюїта чотирьох симфонічних казок» (за мотивами оповідань Елина Пелина) та інші. Більшість його творів виконані під керівництвом Василя Стефанова та опубліковані на грамплатівках та компакт-дисках.
У 1976 його «Кантата миру» завоювала перше місце на Міжнародному конкурсі композиторів у Парижі.
До свого 80-річчя Національна музична академія імені Панчо Владигерова та Академія медичних наук присвоїли йому звання «Doctor Honoris Causa».
Помер 8 травня 2011 в Софії.